# L'angoscia di Satana (film 1926)
L'angoscia di Satana (The Sorrows of Satan) è un film muto del 1926 diretto da D.W. Griffith. La sceneggiatura si basa su The Sorrows of Satan or The Strange Experience of One Geoffrey Tempest, Millionaire, romanzo di Marie Corelli pubblicato a New York nel 1895.
Fu l'ultimo film della carriera di Carol Dempster che poi si ritirò dagli schermi.

## Trama
Geoffrey Tempest, e Mavis Clare, due letterati squattrinati, hanno deciso di sposarsi. Ma quando un tale principe Lucio si presenta da Geoffrey comunicandogi di avere ricevuto un'eredità favolosa, le cose cambiano aspetto. Con astuzia diabolica, il principe Lucio distoglie completamente il giovane dal pensare a Mavis, lo introduce nell'alta società, dove in breve tempo Geoffry sposa la principessa russa Olga Godovsky.
Il matrimonio non risulta essere dei migliori, tanto più che Olga continua ad avere una relazione amorosa col principe. Rifiutata però alla fine da Lucio, Olga si toglie la vita. E finalmente il principe Lucio si rivela a Geoffrey per colui che veramente è, nientemeno che Satana. La nera figura alata del diavolo insegue Geoffrey – o almeno a costui pare di essere inseguito – che si rifugia da Mavis, dove l'incubo finisce.

## Produzione
Il film fu prodotto dalla D.W. Griffith Productions e dalla Paramount Pictures (con il nome Famous Players-Lasky Corporation). Venne girato a New York, a Long Island e negli studi Paramount di Astoria, nel Queens con un budget stimato di 971.260 dollari.

## Distribuzione
Il copyright del film, richiesto dalla Famous Players Lasky Corp., fu registrato il 7 febbraio 1927 con il numero LP23647. Distribuito dalla Paramount Pictures, il film - presentato da Jesse L. Lasky e da Adolph Zukor - uscì nelle sale cinematografiche statunitensi il 5 febbraio 1927 dopo essere stato proiettato in prima a New York il 12 ottobre 1926.
Copie della pellicola sono conservate negli archivi Cohen Media Group (Raymond Rohauer collection) e in una collezione privata (positivo 16 mm).